# 中国科学学与科技政策研究会
中国科学学与科技政策研究会是中华人民共和国科学学与科技政策研究者组成的群众性学术团体，是中国科学技术协会主管的社会团体，1982年6月在安徽省九华山成立。